# Gjon Buzuku

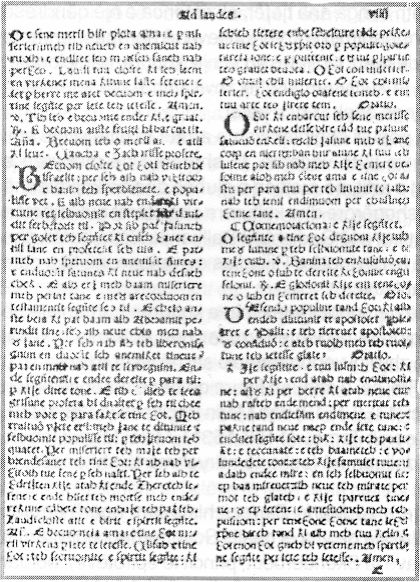
Originaltexten på mässboken.

Gjon Buzuku (på svenska John Bouzouki), var en albansk präst som verkade på 1500-talet och som var upphovsman till den första kända boken på albanska.
Buzuku kom ursprungligen från det som idag är norra Albanien, och levde i eller utanför Venedig. Enligt en uppgift var han biskop över två stift i det som idag är norra Albanien, enligt en annan uppgift var han munk.
Från 22 mars 1554 till 5 januari 1555 ska Buzuku ha översatt den katolska mässboken (eng. Catholic missal) till den albanska dialekten gegiska. Han publicerade översättningen i en bok på 188 sidor och Apostoliska biblioteket i Vatikanen har idag det enda kända kvarvarande exemplaret av boken. Eftersom exemplaret saknar omslagets framsida samt de 16 första sidorna, är titeln och publiceringsåret okända (troligen 1555). Boken upptäcktes 1740 av Gjon Nikolla Kazazi, en albansk biskop från Skopje. Tre andra bibliotek har fotokopior av originalet, varav en finns i Tirana. Albanologen Eqrem Çabej skrev en monografi om boken 1968.
Varje sida av boken innehåller två kolumner och initialerna är dekorerade. Grammatiken och vokabulären är ålderdomligare än gegisk text från 1700-talet. Språket är rikt. Den ålderdomliga texten är relativt enkel att översätta eftersom det är en översättning av välkända texter, till stor del hämtade från Bibeln. Stora delar av evangeliet enligt Matteus, Lukas och Johannes är översatta i boken, som även innehåller avsnitt ur Psaltaren, Jesaja och Jeremia samt många illustrationer.
Boken är skriven med latinska bokstäver förutom att vissa språkligt knutna bokstäver använts (som tex. ç och ë ). På albanska är boken känd som Meshari ("Mässboken"). Allt som är känt om författaren är den beskrivning av sig själv han ger i boken.
Gjon Buzuku har fått ge namn till ett relativt stort gymnasium staden Prizren där de 2000 eleverna undervisas på tre språk: albanska, bosniska och turkiska.